# Beth Aramaye
Il Beth Aramaye (in siriaco, letteralmente terra degli Aramei) è una regione storica della Mesopotamia, collocata tra le montagne dell'Hamrin e il Maishan. Era una provincia dell'impero persiano, fino alla riforma amministrativa di Cosroe I (531-579), quando entrò a far parte della provincia dell'Asuristan. Nel 636/637 fu conquistata dagli Arabi, che la chiamarono Balad al-Nabat.
Il Beth Aramaye è stata una provincia ecclesiastica della Chiesa d'Oriente, istituita al concilio di Seleucia-Ctesifonte del 410 e sottomessa all'arcidiocesi di Seleucia-Ctesifonte, capitale dell'impero persiano; nel corso della sua storia sono stabilite, come diocesi suffraganee, le sedi di Kaskar, Anbar (o Fīrūz Šāpūr), Hirta (o Hira), Tirhan, Beth Daraye, Dasqarta d'Malka, Shenna d'Beth Ramman, Zabe, Ukbara, Beth Daron, Beth Waziq.